# Experiências dos testes de Bell
Experiências ou experimentos dos testes de Bell ou das inequações de Bell, ou ainda desigualdades de Bell são projetados para demonstrar o mundo de real existência de certas consequências teóricas do fenômeno de entrelaçamento em mecânica quântica o qual não poderia ocorrer de acordo com a imagem clássica do mundo de realismo local. De acordo com o realismo local, as correlações entre os resultados de diferentes medições realizadas em sistemas físicos separados têm que satisfazer certas restrições, chamadas inequações ou desigualdades de Bell. John Bell derivou a primeira inequação deste tipo no seu artigo "On the Einstein-Podolsky-Rosen Paradox". O teorema de Bell estabelece que as predições da mecânica quântica não podem ser reproduzidas por qualquer teoria de variáveis ocultas locais.
O termo "desigualdades de Bell" pode significar qualquer uma de uma série de desigualdades satisfeitas por teorias de variáveis ocultas locais; na prática, em experiências atuais, na maioria das vezes o teste CHSH de Bell; primordialmente a desigualdade CH74. Todas estas desigualdades, como a desigualdade de Bell original, assumindo realismo local, colocam restrições sobre os resultados estatísticos de experimentos em conjuntos de partículas que tenham tomado parte em uma interação e depois tenham sido separadas. Um experimento de teste de Bell é um projetado para testar se o mundo real satisfaz ou não realismo Local.

## Condução de experimentos de testes de Bell ópticos
Na prática experiências mais reais tem usado luz, supondo ser emitida na forma de partículas semelhantes a fótons (produzida por cascata atômica ou conversão paramétrica descendente espontânea), em vez dos átomos que Bell tinha originalmente em mente. A propriedade de interesse é, nos experimentos mais conhecidos, as direções de polarização, embora outras propriedades possam ser usadas. Tais experiências caem em duas classes, dependendo se os analisadores utilizados possuem um ou dois canais de saída.

### Um experimento CHSH (dois canais) típico

Esquema de um teste de Bell de "dois canais"
A fonte S produz pares de "fótons", enviados em direções opostas. Cada fóton encontra um polarizador de dois canais cuja orientação pode ser definido pelo experimentador. Sinais emergentes de cada canal são detectados e coincidências contadas pelo monitor coincidência CM.

O diagrama mostra um experimento óptico típico do tipo de dois canais para os quais Alain Aspect desenvolveu um precedente em 1982.  Coincidências (detecções simultâneas) são registradas, os resultados sendo categorizados como '++', '+−', '−+' ou '−−' e contagens correspondentes acumuladas.
Quatro subexperimentos separados são conduzidos, correspondendo aos quatro termos E(a, b) na estatística de teste S (equação (2) mostrada abaixo). As configurações a, a′, b e b′ são na prática geralmente escolhidas para estarem a 0, 45°, 22,5° e 67,5° respectivamente — os "ângulos do teste de Bell" — sendo estes os únicos para os quais a fórmula mecânica quântica dá a maior violação da desigualdade.
Para cada valor selecionado de a e b, os números de coincidências em cada categoria (N++, N--, N+- e N-+) são registrados. A estimativa experimental para E(a, b) é então calculada como:
(1)        E = (N++ + N-- − N+- − N-+)/(N++ + N-- + N+- + N-+).
Uma vez que todos as parcelas de E foram estimadas, tem-se uma estimativa experimental da estatística de teste
(2)        S = E(a, b) − E(a, b′) + E(a′, b) + E(a′, b′)
que pode ser encontrada. Se S é numericamente maior que 2 ele infringiu a desigualdade CHSH. O experimento é declarado como tendo apoiado a predição da mecânica quântica e descartou todas as teorias de variáveis locais ocultas.